# 위법성
위법성(違法性, 독일어: Rechtswidrigkeit)은 어떤 행위가 범죄 또는 불법 행위로 인정되는 객관적 요건을 말한다. 위법성은 형법상으로는 형벌이라는 효과가 발생하고, 행정법상으로는 행정소송의 대상이 되고, 헌법상으로는 탄핵·불신임 결의의 사유가 되고, 민법상으로는 손해배상청구권·계약해제권 발생의 사유가 된다.
위법성은 범죄의 성립요건(구성요건해당성, 위법성, 유책성) 세 가지 중 두 번째 요건이다. 위법성은 구성요건에 해당하는 행위가 법질서 전체의 입장과 객관적으로 모순·충돌하는 성질을 말한다. 위법성 판단은 법질서의 일반적 척도에 의한 일반적 판단이고, 구체적인 구성요건에 해당하는 행위에 대한 구체적 판단이다. 위법성은 법질서 전체의 입장에서 내리는 부정적 가치판단이다. 따라서 그 판단기준은 형법상의 정당화 사유 이외의 다른 성문법규와 관습법 및 국제법까지 포괄한다. 또한 초실정법적인 원리인 사회상규 즉 공서양속, 조리, 사회통념 등에까지 미친다.

## 위법성 조각 사유
위법성 조각 사유란 구성요건에 해당하는 행위의 위법성을 배제하는 특별한 사유를 말한다. 정당화 사유 또는 허용 규범이라고도 하며, 허용 규범의 성립요건을 허용 구성 요건이라고 한다.
- 정당방위
- 긴급피난
- 자구행위
- 피해자의 승낙
- 정당행위

### 위법성 조각 사유의 경합
하나의 구성요건 해당행위가 수 개의 위법성 조각사유에 해당하는 경우를 말한다. 예를 들어 의사의 치료 행위가 정당행위, 긴급피난, 피해자의 승낙 등에 해당할 수 있다.

## 참고 문헌
- 손동권, 『체계적 형법연습』, 율곡출판사, 2005. (ISBN 89-85177-91-5)